# Diocèse de la Corse
Cet article court présente un sujet plus développé dans : Diocèse d'Ajaccio, Ancien diocèse d'Accia, Ancien diocèse d'Aléria et Ancien diocèse de Sagone.
Le diocèse de la Corse ou, en forme longue, le diocèse du département de la Corse est un ancien diocèse de l'Église constitutionnelle en France.
Créé par la Constitution civile du clergé de 1790, il couvrait le département de la Corse. Le siège épiscopal était Bastia.
À la suite de la partition du département, en 1793, deux diocèses furent créés : l'un pour le département du Golo, l'autre pour celui de la Liamone.
Ils furent supprimés à la suite du concordat de 1801.